# CHYC-FM
CHYC-FM (qui s'identifie en ondes sous le nom de Le Loup) est une station de radio de langue française sur la fréquence 98,9 MHz sur la bande FM à Sudbury, en Ontario appartenant à Le5 Communications au format adulte contemporain.
CHYC et sa station-sœur de Timmins, CHYK-FM, sont les deux seules stations de radio commerciales francophones dont la programmation est entièrement produite en Ontario.

## Histoire
La station est lancée en 1957 en tant que CFBR à la fréquence 550 kHz, puis au 900 kHz en 1969. Elle diffusait la radio de Radio-Canada en tant que station privée jusqu'au lancement de CBON-FM à l'été 1978. Après deux changements de propriétaires, la station change ses lettres d'appel pour CHYC en 1990. En 1999, le CRTC accepte la conversion à la bande FM, chose faite début 2000.

## Animateurs
- Véronique Champoux
- Michel Cloutier
- Bob Péloquin
- Patrick Fortin
- Richard Hamel

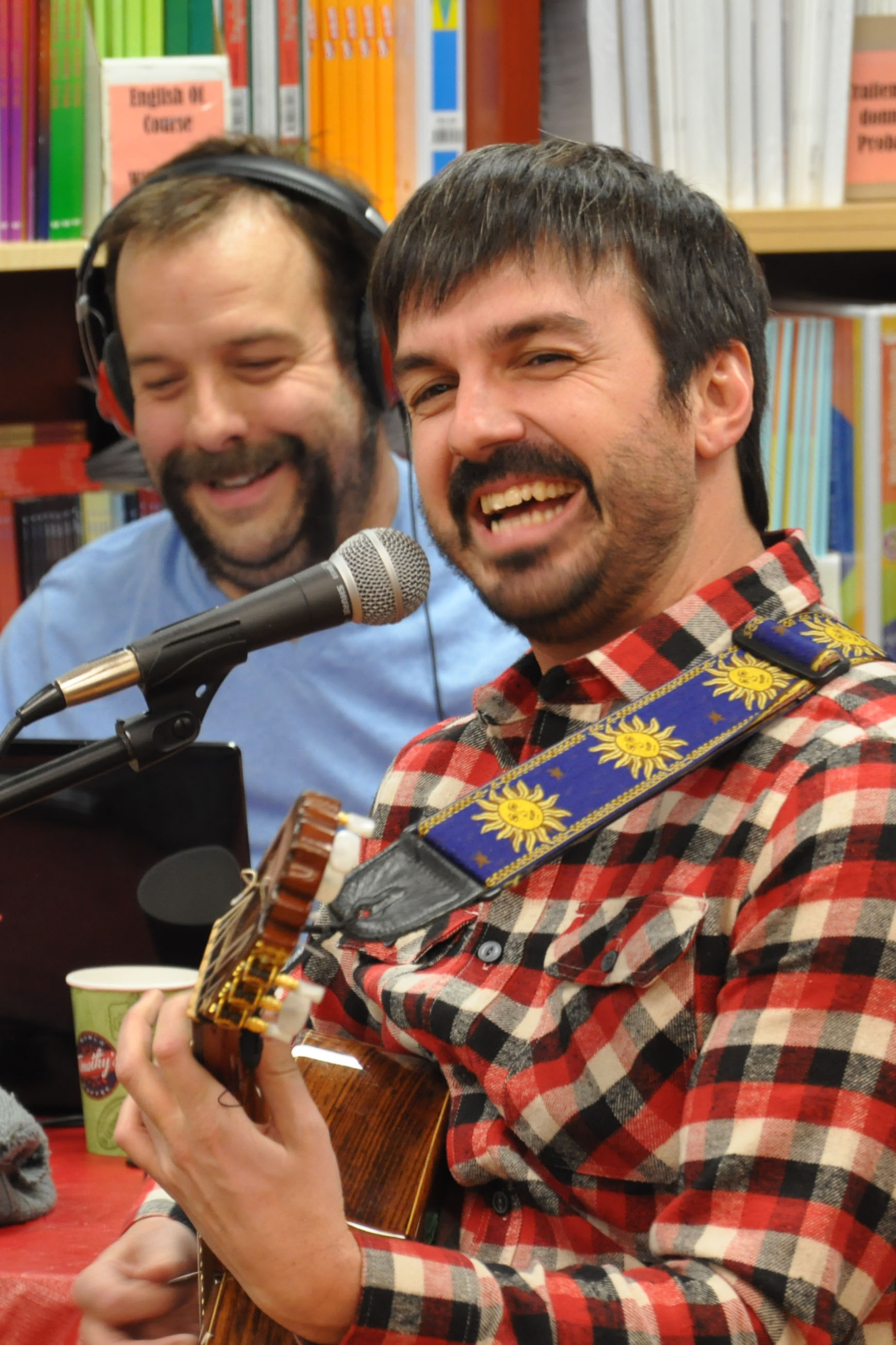
Le chanteur Damien Robitaille sur les ondes de la radio Le Loup de Sudbury avec Stéphane Paquette

- ancien animateur : Stéphane Paquette
- ancien animateur : Sylvain Boucher (présentement Directeur technique)